# Campiglossa lingens
Campiglossa lingens este o specie de muște din genul Campiglossa, familia Tephritidae. A fost descrisă pentru prima dată de Friedrich Hermann Loew în anul 1869.
Este endemică în Austria. Conform Catalogue of Life specia Campiglossa lingens nu are subspecii cunoscute.